# Ramaria botrytis
Ramaria botrytis, comúnmente conocida como coliflor rosa, crespilla rosa, manecicas, patitas de rata, seta de corral, pechuga o escobea, es una especie de hongo agárico de la familia Gautieriaceae. Su robusto cuerpo fructificante —o basidiocarpo— puede crecer hasta 15 cm de diámetro y 20 cm de altura, y se asemeja a un coral marino. Sus ramas densas, que se originan a partir de una base masiva y corpulenta, se dilatan en las puntas y se divide en varias ramitas pequeñas. Inicialmente, estas ramas son blancas, pero con la edad cambian a pardo o bronceado, con puntas rosáceas a rojizas. La carne es gruesa y blanca. Las esporas, amarillentas en la esporada, son elipsoidales, disponen de estrías longitudinales, y miden aproximadamente 13.8 x 4.7 µm.
Este hongo es la especie tipo del género Ramaria, y fue descrita por primera vez en 1797, por el micólogo Christiaan Hendrik Persoon. Se trata de una especie con amplia distribución geográfica, repartida en América del Norte y del sur, Norte de África, Europa Central y Oriental, Australia y Asia. El hongo es micorrizo con árboles de hoja ancha y frutas dispersas en el suelo en las zonas boscosas. Existen varias especies de hongos con forma de coral que tienen similar apariencia a R. botrytis, y, aunque es frecuente la comparación de hábitat o características como el color o la morfología de ramificación para su identificación, en ocasiones se requiere el uso de microscopio para distinguir cada uno. Los basidiocarpos de R. botritis son comestibles, y los ejemplares jóvenes tienen un sabor afrutado suave; pero algunos autores advierten efectos laxantes en individuos susceptibles. El hongo contiene varios compuestos químicos con actividad biológica in vitro, y los basidiocarpos tienen actividad antimicrobiana frente a varias especies y cepas de bacterias resistentes a los medicamentos que causan enfermedades en los seres humanos.

## Descripción
Los cuerpos fructificantes —o basidiocarpos— producidos por el hongo miden de 7-15 cm de ancho y de 6-20 cm de alto. Estas son masas carnosas similares a coliflores con un estipe central grueso que se divide en unas cuantas ramas primarias inferiores antes de ramificarse densamente encima. El estipe es corto y grueso, mide 1.5-6 cm de diámetro, y se estrecha hacia abajo. Inicialmente blancos, el estipe y las ramas se vuelven blanquecinos con la edad, o cambian a pardo o bronceado. Los basidiocarpos viejos cambian a un color casi blanco poco antes de desintegrarse o a un ocre dorado cuando caen las esporas. El patrón de ramificación es irregular, con ramas primarias escasas y gruesas —normalmente de 2-3 cm— y ramas finales delgadas (de 2-3 mm), estas terminan en cinco a siete ramitas. Las puntas de estas ramitas son de color rosa a rojo púrpura. La carne es sólida y blanco, y se ha descrito con un olor poco definido o agradable. Una gota de reactivo de Melzer aplicada al tejido del tallo revela una débil reacción amiloide a la tinción, que frecuentemente requiere más de 30 minutos para desarrollarse. Esta reacción puede utilizarse para ayudar a distinguir R. botrytis de otros hongos similares.

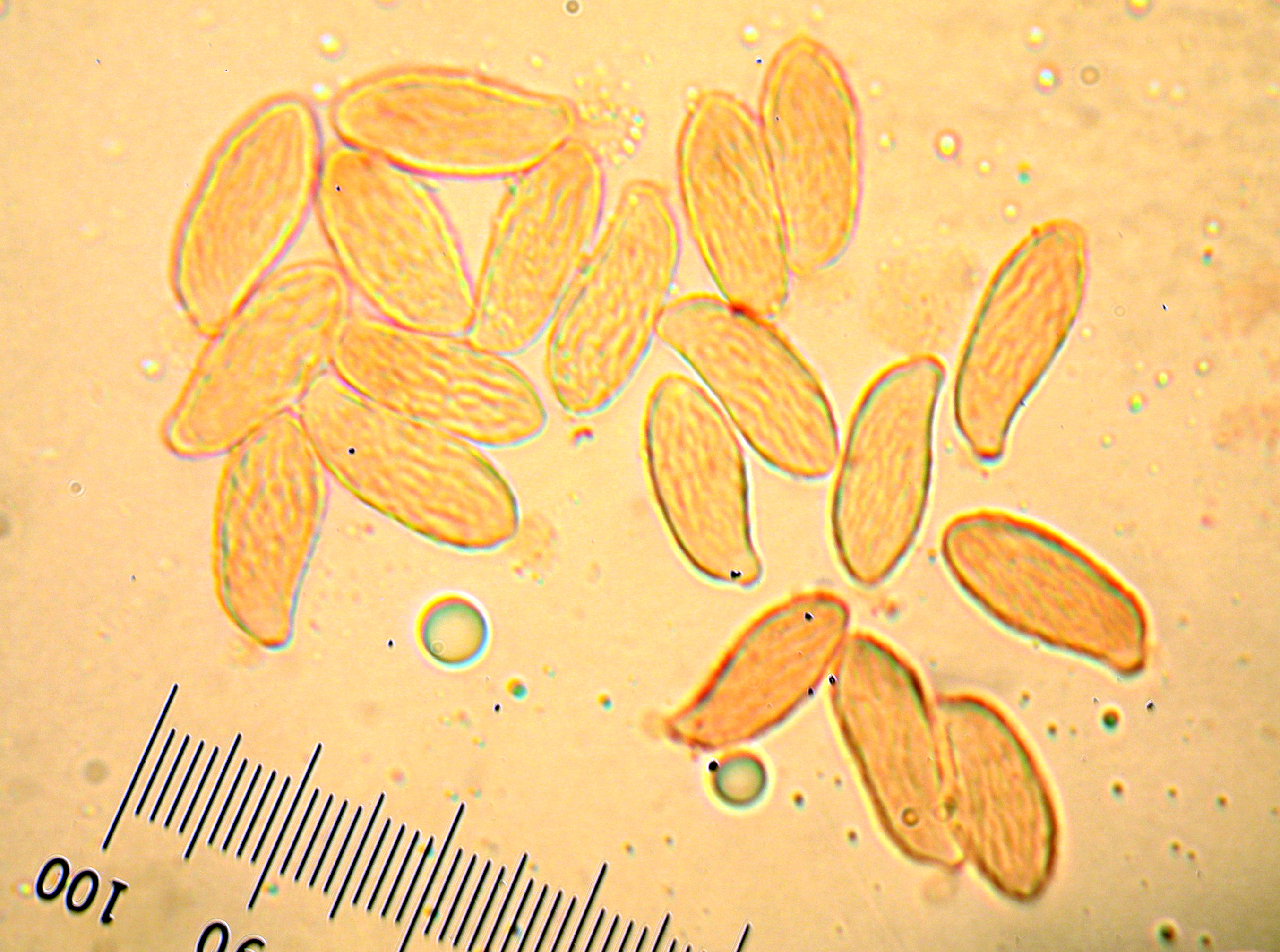
Los esporas cilíndricas o en forma de «S» llevan estrías longitudinales características.

Las esporas son producidas por basidios en la superficie exterior de las ramas. Vistas en esporada, son de color amarillo pálido. Microscópicamente, tienen estrías finas longitudinales u oblicuas, estas pueden fusionarse en una red parecida a los capilares sanguíneos. Varían de una forma más o menos cilíndrica a una sigmoidea —curvadas como la letra «S»—, y sus dimensiones son 12-16 x 4-5 µm. Los basidios tienen cuatro esporas —ocasionalmente dos esporas—, y miden 59-82 x 8-11 µm. Los esterigmas —proyecciones delgadas de los basidios que se conectan a las esporas— tienen 4-8 µm de longitud. El himenio y subhimenio —la capa de tejido inmediatamente abajo del himenio— combinados miden alrededor de 80 µm de espesor. Las hifas que comprenden el subhimenio están entretejidas, miden 2.5 x 4.5 µm de diámetro, poseen paredes finas y sujetadas entre sí.

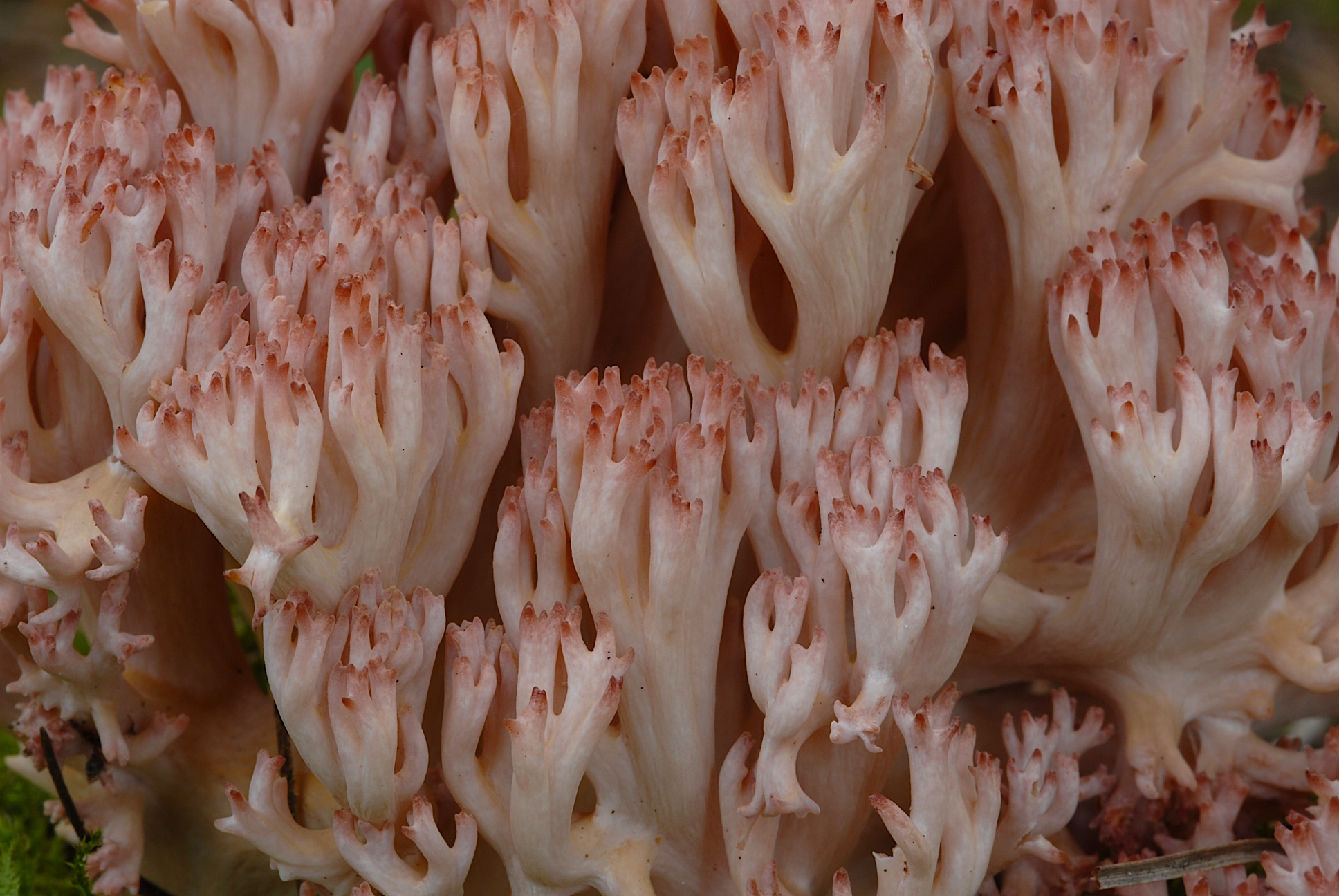
Las láminas son blancuzcas a pardas con puntas rojizas.

La variedad aurantiiramosa se distingue del grupo taxonómico más común por el tono anaranjado de las ramas superiores. Mientras que la variedad compactospora  tiende a exhibir un color rojo vino más marcado, púrpura, o un tono rojizo en las puntas de las ramas, y tiene esporas más pequeñas que miden 9.02-12.08 x 4-5.4 µm.

## Taxonomía

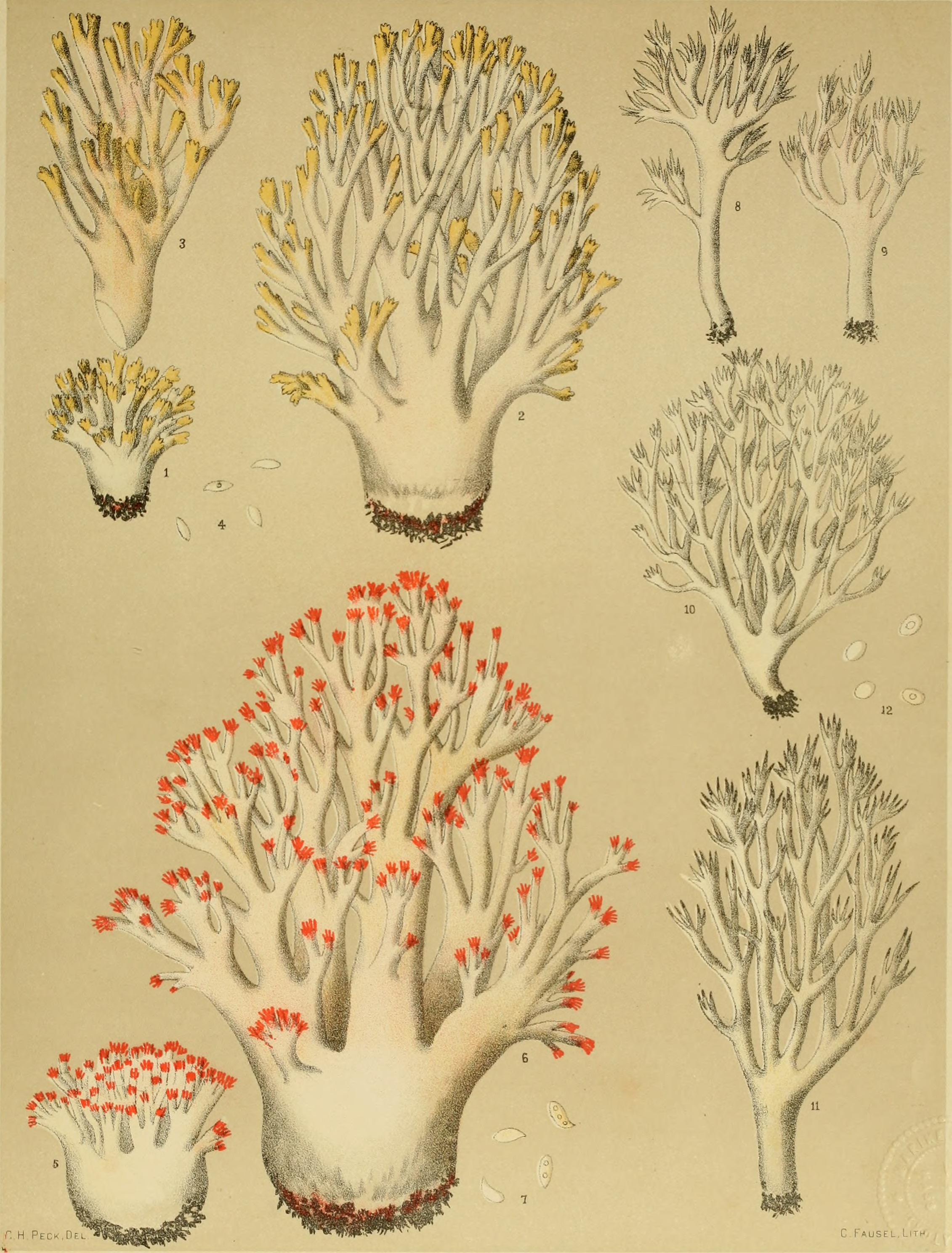
Una ilustración de setas en Annual report of the state botanist.
1-4: Clavaria flava (Schaeff.) Quél. (1888); 5-7: Clavaria botrytis Pers. (1797); 8-12: Clavaria cristata (Holmsk.) Pers. (1801).

La especie fue descrita como Clavaria botrytis en 1797 por Christiaan Hendrik Persoon. En 1821, Elias Magnus Fries sancionó el nombre del género Clavaria, y trató a Ramaria como una sección de Clavaria. Su nomenclatura actual fue otorgada en 1918 por Adalbert Ricken. Los sinónimos históricos (ahora obsoletos) incluyen Corallium botrytis (de Gotthold Hahn, 1883) y la variedad Clavaria botrytis var. alba (de A. A. Pearson, 1946), ya que ahora no es reconocida como taxón independiente. Currie Marr y Daniel Stuntz describieron la variedad R. botrytis var. aurantiiramosa en una monografía de 1973 sobre Ramaria en el oeste de Washington; asimismo, en 1998, Edwin Schild y G. Ricci describieron la variedad compactospora en Italia. En 1950, E. J. H. Corner trató a Clavaria holorubella (descrita originalmente por George F. Atkinson, 1908) como R. botrytis var. holorubella, pero este taxón es conocido ahora como Ramaria holorubella, una especie independiente.
El epíteto específico botrytis deriva del vocablo griego βότρυς (botrus) que significa «racimo de uvas». En los países donde se encuentra, la especie se conoce comúnmente como «coliflor coral», «hongo coral con puntas rosadas», o «coral rosso». En la región del Cofre de Perote (en Veracruz de Ignacio de la Llave), R. botrytis es conocido como escobea, diminutivo de escoba, o pechuga.
En 1933, Ramaria botrytis fue designada la especie tipo del género Ramaria por Marinus Anton Donk. El análisis molecular moderno indica que Ramaria es un conjunto polifilético de especies con basidiocarpos clavarioides. De acuerdo con el esquema de clasificación infragenérico propuesto por Marr y Stuntz, R. botrytis está en el subgénero Ramaria, que incluye especies con esporas acanaladas, hifas entretejidas y basidiocarpos con una apariencia de abundantes ramificaciones como la coliflor. El análisis filogenético de la subunidad nuclear 28S en el ADN ribosómico (ADNr 28S) sugiere que R. botrytis está estrechamente relacionada con R. rubripermanens y R. rubrievanescens, y que estas especies forman un clado, el cual es el taxón hermano (que comparten un antepasado común reciente) del género de trufas falsas Gautieria, hasta ahora el grupo más derivado en los taxones estudiados.

### Especies similares
Las características distintivas de R. botrytis incluyen su gran tamaño, las ramitas anaranjadas, rojizas o violáceas, esporas estriadas con dimensiones promedio de 13.8 x 4.7 µm, y una reacción débil amiloide a la tinción del tejido del estipe. R. rubripermanens tiene terminaciones rojizas en las ramas, una forma robusta y esporas estriadas, pero se puede distinguir de R. Botrytis por sus esporas mucho más cortas. Otras especies con las que R. botrytis pueden confundirse incluyen: R. formosa, que tiene ramas de un color más rosado que R. botritis, y amarillo en las puntas; R. caulifloriformis, que se encuentra en la región de los Grandes Lagos de los Estados Unidos, cuyas puntas de las ramas se oscurecen con la edad; R. strasseri, que tiene puntas amarillas o marrones en las ramas; R. rubrievanescens, que tiene ramas en las que el color rosado se desvanece después que los basidiocarpos son cosechados o maduran; y R. botrytoides, que se distingue mejor de R. botrytis por sus esporas lisas. La especie europea R. rielii, que muchas veces se confunde con R. botrytis y que también se consideró como sinónimos, se distingue mediante las características microscópicas: R. reilii carece de las hifas entretejidas de R. botrytis, sus esporas son más largas y anchas, y tienen verrugas en lugar de estrías. Aunque superficialmente similar a R. botrytis, la especie norteamericana R. araiospora tiene varias características distintivas: solo crece bajo los falsos abetos; tiene ramas de color rojo a magenta con puntas anaranjadas a amarillentas; carece de cualquier olor perceptible; tiene esporas  verrugosas y algo cilíndricas con un tamaño promedio de 9.9 x 3.7 µm; y tiene tejido no amiloide en el estipe. R. subbotrytis tiene una coloración uniforme de rosa brillante a rojo y esporas que miden 7-9 x 3-3.5 µm.

## Hábitat y distribución
La seta es ectomicorrícica, es decir que puede formar asociaciones mutualistas con otras especies; en la naturaleza se ha observado en asociaciones con árboles de hoja ancha, en particular las hayas. Una investigación para determinar la eficiencia de varias setas ectomicorrícicas comestibles en el crecimiento y acumulación de nutrientes en Eucalyptus scias, R. botritis obtuvo el mejor resultado con un aumento de la colonización de raíces y mayor absorción de macronutrientes. Los registros de asociaciones con las coníferas probablemente representen especies similares. Los basidiocarpos crecen en el suelo individualmente, dispersos, o en pequeños grupos entre las hojas de la madera. También pueden crecer en corros de brujas. Ramaria botrytis es un «hongo banco de nieve», lo que significa de que es común que fructifique cerca del borde de montículos de nieve derretida en la primavera. En la península de Corea es frecuente encontrarlo en los sitios donde también se produzca la suculenta especie comestible Tricholoma matsutake.
Ramaria botrytis se encuentra en África (Túnez), Australia, Asia (incluyendo los Himalayas orientales de la India, Nepal, Japón, Corea, Pakistán, China, el Extremo Oriente ruso, y Turquía) y Europa (incluyendo los Países Bajos, Francia, Portugal, Italia, Bulgaria, España y Suiza). También está presente en México, Uruguay, y Guatemala. Ampliamente distribuido en América del Norte, es más común en el sudeste así como a lo largo de las costas del Pacífico. La variedad R. botrytis var. aurantiiramosa, con una distribución geográfica limitada al condado de Lewis, se asocia con el abeto de Douglas (Pseudotsuga menziesii) y la tsuga del Pacífico (Tsuga heterophylla). La variedad compactospora  se conoce en Cerdeña, en donde se ha descubierto que crece en suelos arenosos de los bosques comprendidos por madroños (Arbutus unedo), brezos arbóreos (Erica arborea) y encinas (Quercus ilex).

## Usos

### En la alimentación

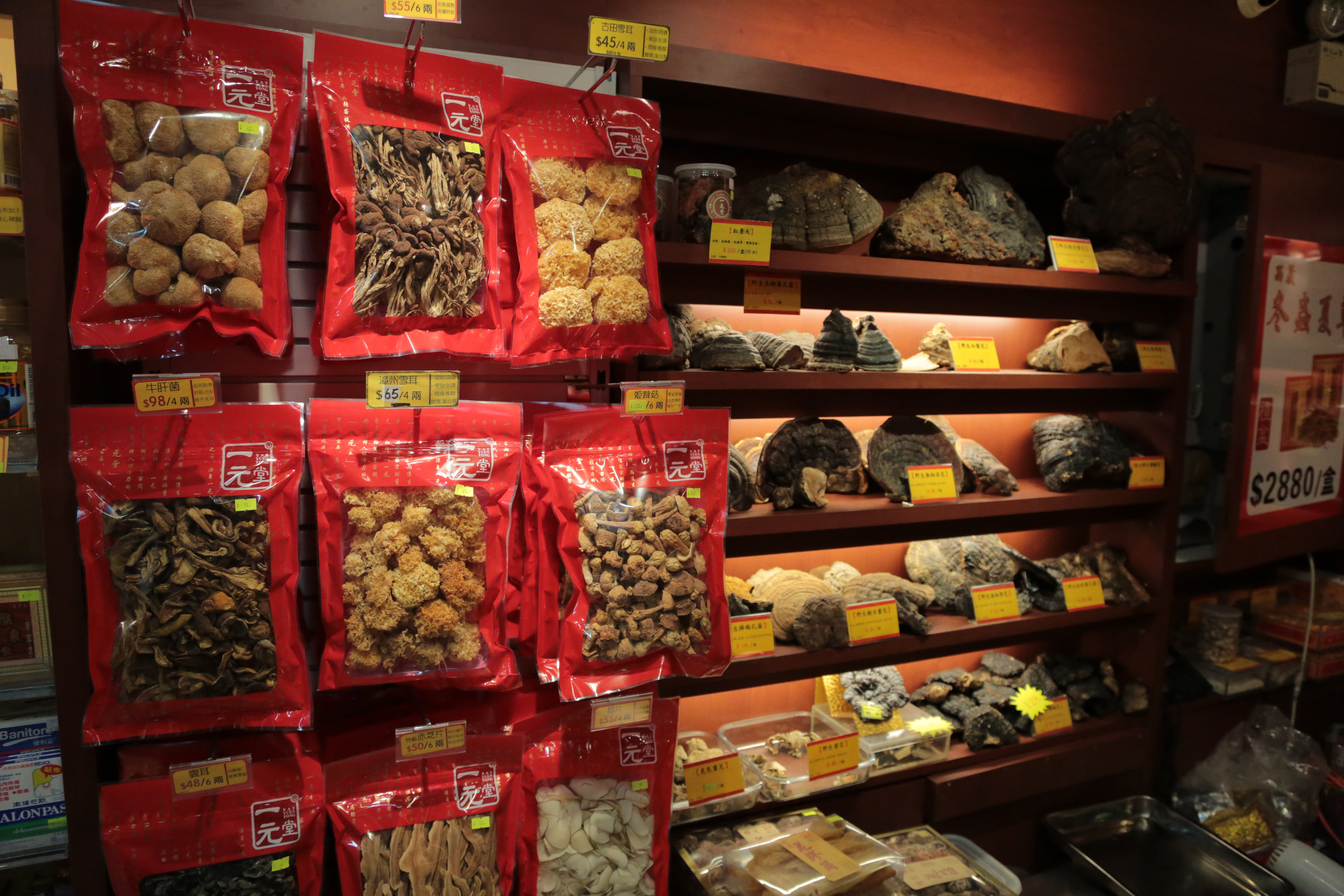
Aunque su consumo no es recomendado, en los países del Extremo Oriente es muy comercializado por su sabor.

Ramaria botrytis es una seta comestible, y algunos la considerían como recomendable. Su sabor ha sido descrito como «ligero», o «afrutado», y ha sido comparado con chucrut, cacahuetes verdes —maníes frescos que no han sido deshidratados—, o las vainas de guisantes. Los basidiocarpos maduros desarrollan un sabor ácido. Se vende en mercados de alimentos japoneses como ホウキタケ (nedzumi-take), y se cosecha en su estado silvestre en muchos países, como Corea del Sur y Nepal. La base gruesa y las ramas principales requieren más tiempo de cocción que las ramitas más pequeñas. En la región de Garfagnana, del centro de Italia, el hongo es guisado o encurtido en aceite. Los basidiocarpos pueden ser preservados al cortarlos finamente y desecados. Una guía de campo ha clasificado la comestibilidad como «cuestionable», advirtiendo del posible peligro de confundirlo con especímenes de la venenosa Ramaria formosa. Otros autores advierten que algunas personas pueden experimentar efectos laxantes al consumir el hongo. Se aconseja tener precaución al recoger cuerpos frutales cerca de áreas contaminadas, ya que esta especie es conocida por la bioacumulación de arsénico tóxico.
El análisis químico muestra que R. botrytis tiene un valor nutricional energético de 154 kJ por cada 100 g de basidiocarpo fresco, que es comparable al rango de 120-150 kJ reportado en hongos comestibles cultivados comercialmente. En su porcentaje de materia seca, los basidiocarpos contienen proteínas crudas (39.0 %), lípidos (1.4 %), carbohidratos (50.8 %), y cenizas (8.8 %). La mayor parte del contenido de los lípidos comprende los ácido graso oleico (43.9 %), linoleico (38.3 %), y palmítico (9.9 %).
Si bien es comercializado en los mercados europeos, está catalogado como «vulnerable» en la lista roja de Suiza. En Francia es considerado vulnerable en el Franco Condado y en peligro crítico en Lorena.

### Aplicaciones químicas

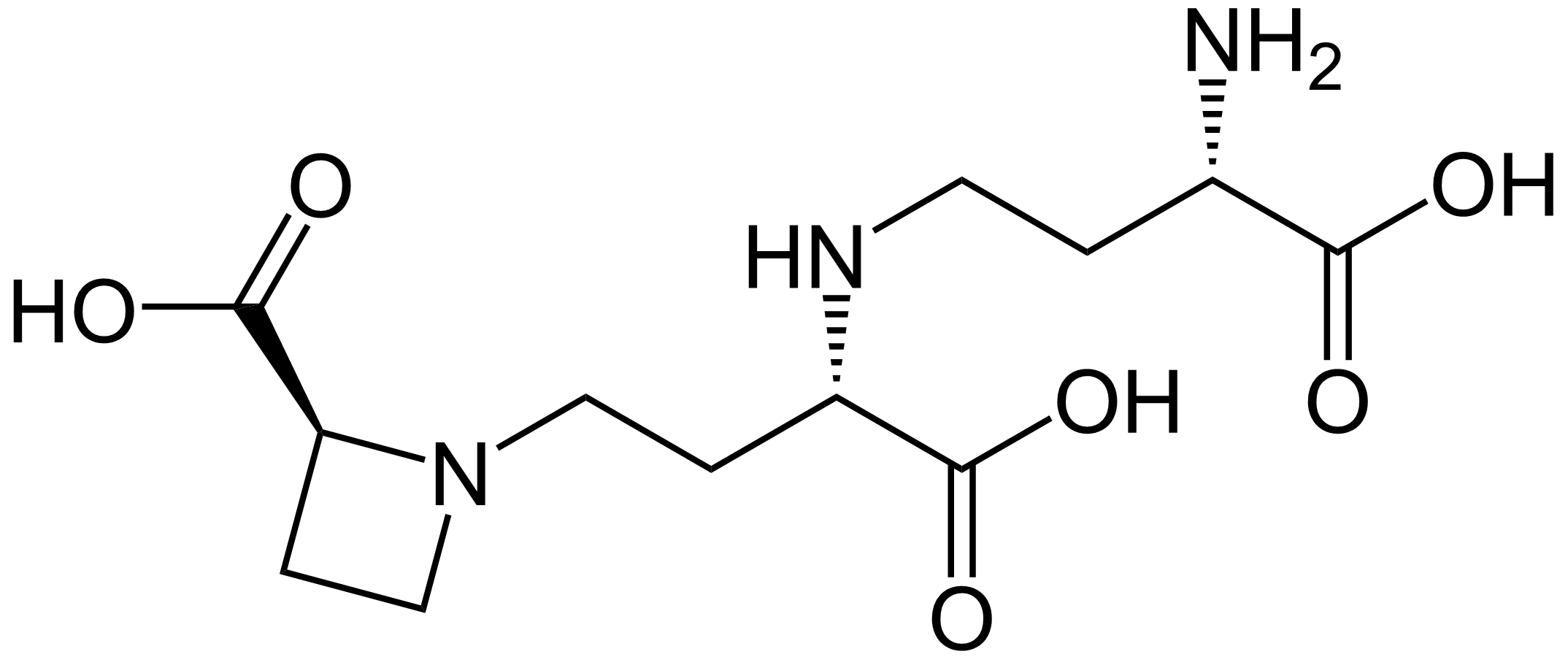
Estructura química de la nicotianamina.

Se ha demostrado que los extractos de basidiocarpos influyen favorablemente en el crecimiento y desarrollo de células HeLa en el cultivo de tejidos. El hongo contiene nicotianamina, un inhibidor de la ECA (enzima convertidora de angiotensina). La nicotianamina es un compuesto metálico-quelante esencial en el metabolismo y utilización del hierro en las plantas. Se han aislado varios esteroles de los cuerpos frutales, como 5α,6α-epoxi-3β-hidroxi-(22E)-ergosta-8(14),22-dien-7-ono, peróxido de ergosterol, cerevisterol, y 9α-hidroxicerevisterol, así como a una ceramida previamente desconocida (2S,2'R,3R,4E,8E)-N-2'-hidroxioctadecanoil-2-amino-9-metil-4,8-heptado-cadieno-1,3-diol.
Pruebas de laboratorio (como el ensayo de antibióticos Kirby-Bauer) mostraron que los basidiocarpos mantienen actividad antimicrobiana contra varias cepas de bacterias resistentes a los medicamentos, que son patógenas en humanos. Los extractos inhiben el crecimiento de las bacterias Gram-negativas Enterococcus faecalis y Listeria monocytogenes, y matan a las especies Gram-positivas Pasteurella multocida, Streptococcus agalactiae y S. pyogenes. Un estudio independiente reveló una inhibición en el crecimiento de Proteus vulgaris.
Un estudio de 2009 realizado en 16 especies de hongos silvestres comestibles de Portugal señaló que R. botritis tenía la mayor concentración de ácidos fenólicos (356.7 mg por kg de basidiocarpo fresco), compuesta en gran parte de ácido protocatéquico; también tuvo la mayor capacidad antioxidante. Los compuestos fenólicos —comunes en las frutas y verduras— están siendo investigados por los científicos debido a sus potenciales beneficios para la salud, asociados con un menor riesgo de enfermedades crónicas y degenerativas.